# لويكاو
لويكاو هي مدينة، تتبع Loikaw Township ‏، هي عاصمة ولاية كاياه، بلغ عدد سكانها 11٬000 نسمة.

## المناخ
يظهر الجدول التالي التغييرات المناخية على مدار السنة للويكاو:
| البيانات المناخية لـلويكاو             | البيانات المناخية لـلويكاو | البيانات المناخية لـلويكاو | البيانات المناخية لـلويكاو | البيانات المناخية لـلويكاو | البيانات المناخية لـلويكاو | البيانات المناخية لـلويكاو | البيانات المناخية لـلويكاو | البيانات المناخية لـلويكاو | البيانات المناخية لـلويكاو | البيانات المناخية لـلويكاو | البيانات المناخية لـلويكاو | البيانات المناخية لـلويكاو | البيانات المناخية لـلويكاو |
| الشهر                                  | يناير                      | فبراير                     | مارس                       | أبريل                      | مايو                       | يونيو                      | يوليو                      | أغسطس                      | سبتمبر                     | أكتوبر                     | نوفمبر                     | ديسمبر                     | المعدل السنوي              |
| -------------------------------------- | -------------------------- | -------------------------- | -------------------------- | -------------------------- | -------------------------- | -------------------------- | -------------------------- | -------------------------- | -------------------------- | -------------------------- | -------------------------- | -------------------------- | -------------------------- |
| متوسط درجة الحرارة الكبرى °م (°ف)      | 27.4 (81.3)                | 29.8 (85.6)                | 32.4 (90.3)                | 33.5 (92.3)                | 30.9 (87.6)                | 28.6 (83.5)                | 27.9 (82.2)                | 27.8 (82.0)                | 28.5 (83.3)                | 28.5 (83.3)                | 27.2 (81.0)                | 26.0 (78.8)                | 29.0 (84.2)                |
| متوسط درجة الحرارة الصغرى °م (°ف)      | 8.9 (48.0)                 | 11.0 (51.8)                | 14.8 (58.6)                | 19.1 (66.4)                | 20.8 (69.4)                | 20.9 (69.6)                | 20.7 (69.3)                | 20.6 (69.1)                | 20.4 (68.7)                | 19.1 (66.4)                | 15.1 (59.2)                | 10.5 (50.9)                | 16.8 (62.2)                |
| معدل هطول الأمطار مم (إنش)             | 5.1 (0.20)                 | 3.1 (0.12)                 | 10.0 (0.39)                | 37.7 (1.48)                | 139.6 (5.50)               | 135.7 (5.34)               | 146.5 (5.77)               | 210.5 (8.29)               | 194.2 (7.65)               | 109.4 (4.31)               | 46.2 (1.82)                | 7.9 (0.31)                 | 1٬045٫9 (41.18)            |
| المصدر: المعهد النرويجي للأرصاد الجوية |                            |                            |                            |                            |                            |                            |                            |                            |                            |                            |                            |                            |                            |